# Мадхубала
Мадхубала (хинд. मधुबाला) индијска је сапуница која се снимала од 2012 до 2014.
У Србији је емитована током 2015. и 2016. на телевизија Хепи.

## Радња
Мадхубала је прича о девојци која је рођена на филмском сету и од тада живи у тој средини. Мадху је срећна као козметичарка, али све се мења кад сретне РК-а (Ришаб Кундру), водећу успешну звезду. РК на силу ожени Мадху и почиње да је мрзи. Мадхубала се суочава са много потешкоћа, али их превазилази. Полако се РК и Мадху заљубљују…

## Улоге
| Глумац                       | Улога                  |
| ---------------------------- | ---------------------- |
| Драшти Дами                  | Мадхубала Ришаб Кундра |
| Вивиан Дсена                 | Ришаб Мохан Кундра     |
| Рави Канвилкар               | Јунгу Кушваха          |
| Шалини Арора Ђеја Ватачарија | Таиђи / Баиђи          |
| Јасвант Менариа              | Бану Пратаб Синг       |
| Шитал Така                   | Тара Пратаб Синг       |
| Џимит Триведи                | Ашок                   |
| Шрада Јаисвал                | Агни Ашок / Пијари     |
| Поја Саху                    | Фагуни Баби            |
| Шама Дешпанде                | Рада Кундра / Батиа    |
| Индреш Малик                 | Биту Шарма             |
| Свати Ананд                  | Лилавати Шарма         |
| Прашант Чавла                | Суни Шарма             |
| Швета Вијас Танви Такар      | Свити Шарма / Капур    |
| Гунјан Утреја                | Абеј Капур             |